# 南ヌアクショット州
南ヌアクショット州（みなみヌアクショットしゅう、نواكشوط الجنوبية、Nouakchott Sud）は、モーリタニアの首都ヌアクショットの南部に位置する州（Region）。2014年にヌアクショットを3分割して新設された。州都はアラファト（Arafat）。
人口はヌアクショットを構成する3州中最も多い。

## 下位行政区分
南ヌアクショット州は、3つのヌアクショットを構成するコミューン（県, Departmentに改称）に分かれる。人口は2013年。
- アラファト（Arafat）：175,969人
- エル・ミナ（El Mina）：132,674人
- リヤド（Riyad）：117,030人